# BLOWIN'
「BLOWIN'」（ブローウィン）は、日本の音楽ユニット・B'zの楽曲。1992年5月27日にBMGルームスより10作目のシングルとして発売された。

## 概要
オリコンでは『BLOWIN'/TIME』と両A面シングルとして扱われており、一部メディアでも両A面と紹介されることが多いが、公式では「BLOWIN'」の単独A面である。
本作品では1曲目と2曲目の曲間がほとんどなく、「BLOWIN'」が終わったと同時に「TIME」が始まるようになっている。
2003年3月26日にリマスタリング、12cm化で再発売された。なお、リマスタリングに際し、上記とは違い曲間が存在するようになっている。
オリコンチャートにて2週連続1位を獲得。初動で50万枚以上を売り上げ、累計売上は再発盤との合算で176.4万枚を記録している。オリコン集計では3作目のミリオンセラー認定を受けた。最終的に、B'zのシングルでは3番目の売上を記録した。
第7回日本ゴールドディスク大賞でベスト5シングル賞を受賞した。

## 収録曲
| 全作詞: 稲葉浩志、全作曲: 松本孝弘、全編曲: 松本孝弘・明石昌夫。 |             |          |            |      |
| #                                                                | タイトル    | 作詞     | 作曲・編曲 | 時間 |
| 1.                                                               | 「BLOWIN'」 | 稲葉浩志 | 松本孝弘   | 3:53 |
| 2.                                                               | 「TIME」    | 稲葉浩志 | 松本孝弘   | 4:56 |
| 合計時間:                                                        | 合計時間:   | 8:49     |            |      |

## 楽曲解説
1. BLOWIN'
  - アップテンポのポップ・ロック・ナンバー[1]。
  - サビに入る直前に飛行機のジェット音のような音が入っているが、これはシンセサイザーの音を逆回転させたもの[8]。
  - 歌詞には「KO」などのボクサーを連想させる描写がある。
  - 1992年5月17日放送のフジテレビ系『ミュージックフェア』[注釈 1]、6月3日放送のフジテレビ系『SOUND ARENA』、6月12日放送のテレビ朝日系『ミュージックステーション』で披露された[10][11][12]。
  - オリジナル・アルバムには未収録。ベスト・アルバム『B'z The Best "Treasure"』のファン投票で2位となり、アルバム初収録となった。『B'z The Best "ULTRA Treasure"』のファン投票では11位となり[13]、再録バージョンが収録された。
  - ライブの定番曲であり、2020年に行われた無観客配信ライブ『B'z SHOWCASE 2020 -5 ERAS 8820-』のDay5内で行われた「B'z LIVE演奏回数ランキング」では、2020年時点で9位だった[14][15]。
  - ライブで演奏する際は、ラストサビがアレンジされ、アウトロで「BLOWIN' IN THE WIND」と掛け合いをするのが定番になっている。
2. TIME
  - 1992年に行われた『B'z LIVE-GYM Pleasure '92 "TIME"』のツアータイトルとなった曲。
  - オリジナル・アルバム未収録であるものの、ベスト・アルバム『B'z The Best "Treasure"』のファン投票では5位となり収録されているほか、バラード・ベスト・アルバム『The Ballads 〜Love & B'z〜』、ベスト・アルバム『B'z The Best "ULTRA Treasure"』にも収録されており、2nd beatの曲では最多の3作のアルバムに収録されている[注釈 2]。
  - ソングレスバージョンはテレビ朝日『ステーションEYE』オープニングテーマとなった。

## タイアップ
- カルビー「ポテトチップス」CMソング（#1）
- テレビ朝日系『ステーションEYE』オープニングテーマ（#2）

## 参加ミュージシャン
- 松本孝弘:ギター、全曲作曲・編曲
- 稲葉浩志:ボーカル、全曲作詞
- 明石昌夫:全曲編曲
- 田中一光:ドラム（#2）
- B+U+M

## 収録アルバム
BLOWIN'
- B'z TV STYLE II Songless Version（TV STYLE）
- B'z The Best "Treasure"
- B'z The Best "ULTRA Treasure"（ULTRA Treasure Style）
- B'z The Best XXV 1988-1998

TIME
- B'z TV STYLE II Songless Version（TV STYLE）
- B'z The Best "Treasure"
- The Ballads 〜Love & B'z〜
- B'z The Best "ULTRA Treasure"

## ライブ映像作品
BLOWIN' 
- LIVE RIPPER
- "BUZZ!!" THE MOVIE
- Typhoon No.15 〜B'z LIVE-GYM The Final Pleasure "IT'S SHOWTIME!!" in 渚園〜
- B'z LIVE-GYM 2006 "MONSTER'S GARAGE"
- B'z LIVE-GYM Hidden Pleasure 〜Typhoon No.20〜
- B'z LIVE-GYM Pleasure 2008 -GLORY DAYS-
- B'z LIVE-GYM 2011 -C'mon-
- B'z The Best XXV 1988-1998（特典DVD）
- EPIC DAY（特典DVD）
- B'z COMPLETE SINGLE BOX（特典DVD）
- B'z LIVE-GYM Pleasure 2018 -HINOTORI-
- B'z SHOWCASE 2020 -5 ERAS 8820- Day1〜5

TIME
- LIVE RIPPER
- "BUZZ!!" THE MOVIE
- once upon a time in 横浜 〜B'z LIVE GYM'99 "Brotherhood"〜
- Typhoon No.15 〜B'z LIVE-GYM The Final Pleasure "IT'S SHOWTIME!!" in 渚園〜
- B'z LIVE-GYM Hidden Pleasure 〜Typhoon No.20〜
- B'z LIVE-GYM 2010 "Ain't No Magic" at TOKYO DOME
- B'z LIVE-GYM 2015 -EPIC NIGHT-
- B'z LIVE-GYM Pleasure 2018 -HINOTORI-

## カバー
- 1992年にTHE RANKIN FILE PROJECTがアルバム『ENGLISH COVERVERSION IN HIT POPS 1』CFB-601でカバーしている。
- 声優の茅原実里が自身のライブ「Minori Chihara Live 2009 "SUMMER CAMP"」にて「BLOWIN'」をカバーした[16]（ただし、権利関係により後発の映像作品ではカットされている）。